# Muehlhan
Die Muehlhan AG fungiert als Dachgesellschaft für verschiedene Tochterunternehmen, die weltweit führend sind als Spezialist in den Bereichen Schiff, Öl & Gas, Renewables und Industrie/Infrastruktur.
In diesen Bereichen werden Dienstleistungen  im Oberflächenschutz, im passiven Brandschutz, im Gerüstbau und in der Zugangstechnik, im Stahlbau und in der Isolierung erbracht.
Das Unternehmen erwirtschaftete im Geschäftsjahr 2017 einen Umsatz von 247,7 Millionen Euro und beschäftigte 2.929 Mitarbeiter im Jahresdurchschnitt.
Vom 26. Oktober 2006 bis zum 1. Februar 2017 war die Muehlhan AG am Entry Standard der Frankfurter Wertpapierbörse notiert.
Seit 1. März 2017 befindet sie sich im Börsensegment Basic Board.

## Geschichte
Das Unternehmen wurde 1881 von Johannes Cornelius Amadeus Marckmann gegründet und war anfangs in der Dampfkesselreinigung aktiv. 1911 erwarb Georg Heinrich Mühlhan den Betrieb. Durch ihn wurden mit Schiffsreinigung, Isolierungsarbeiten und dem Handel mit Schiffsbedarf neue Geschäftsfelder betreten. 1947 trat Heinrich J.P. Muehlhan in das Geschäft ein und richtete das Geschäft auf die Tankreinigung aus. Mit der Ausrüstung der Strahl-O-Matic, eines Schiffes mit Strahlgerät, konnten ab 1963 auch Reinigungsarbeiten direkt auf dem Wasser bzw. von der Seeseite der im Hafen liegenden Schiffe aus durchgeführt werden.
Ab 1981 begann mit der Gründung der Mühlhan & Co. International oHG (ab 1998 Mühlhan Surface Protection (International) GmbH) als Dachgesellschaft die Internationalisierung.
Erste Projekte in Osteuropa führten bald zur Gründung von Unternehmen im Ausland. Die neuen Tochtergesellschaften waren auf Korrosions- und Oberflächenschutz in industriellen und maritimen Anwendungsbereichen spezialisiert.
Den Schritt in das Nachbarland Frankreich wagte Muehlhan 2000 mit der Gründung einer Tochtergesellschaft. Im Jahr 2001 übernahm Muelhahn SIPCO, ein großes US-Unternehmen mit Spezialisierung auf Oberflächenschutz für Industrie und Marine. Ein Jahr darauf  erfolgte die Übernahme von Haraco Services Pte Ltd, einem Unternehmen aus Singapur, das sich auf Korrosionsschutz spezialisiert hatte. Ein weiteres Jahr darauf wurde eine Tochtergesellschaft in Großbritannien gegründet. Eine Tochter in Norwegen wurde 2004 gegründet.
Am 5. April 2006 folgte die Umfirmierung der bisherigen GmbH in eine Aktiengesellschaft – der Muehlhan AG. Am 26. Oktober 2006 ging das Unternehmen in den Entry Standard der Frankfurter Wertpapierbörse.
Seitdem hat sich das weltweite Netzwerk aus Tochtergesellschaften und Niederlassungen kontinuierlich erweitert. Nachdem der Entry Standard der Frankfurter Börse eingestellt wurde, wird die Muehlhan Aktie im Basic Board geführt.
Die Muehlhan AG setzt ihre Geschäftstätigkeit in Russland trotz des andauernden russischen Überfalls auf die Ukraine fort und gehört damit zu den Unternehmen, die sich entschieden haben, ihre Aktivitäten in Russland nicht einzuschränken. Laut einer Untersuchung der Yale School of Management wird die Muehlhan AG in die Kategorie „Grade F“ eingestuft, welche Unternehmen umfasst, die sich den internationalen Forderungen nach einem Rückzug oder einer Reduzierung ihrer Aktivitäten widersetzen („Digging In“). In den ersten neun Monaten des Jahres 2023 erzielte das Unternehmen 5,7 Millionen Euro – mehr als die Hälfte seines Gesamtumsatzes – durch seine Aktivitäten in Russland, obwohl Sanktionen und die weltweite Verurteilung der russischen Handlungen zugenommen haben. Die Entscheidung, die Geschäftstätigkeit in Russland aufrechtzuerhalten, hat Kritik ausgelöst, insbesondere da die Einnahmen vor dem Hintergrund anhaltender Aggressionen erzielt werden, die zu weitreichender Zerstörung und zivilen Opfern in der Ukraine geführt haben.

## Geschäftsfelder
Das Unternehmen gliedert seine Tätigkeiten in vier Felder:
- Oberflächenschutz von Industrieanlagen
- Gerüstbau für den Schiffsbau, Offshore, Hochbau, Industrie-Kraftwerkstechnik und Tribünenbau
- Stahlkonstruktionen
- Passiver Brandschutz
- Spezial Zugangstechnik

2021 kündigte die Gesellschaft einen Unternehmensumbau an. Den Geschäftsbereich der Öl- und Gassparte in der Nordsee erwarb der französische Industriedienstleister Altrad Group im November mit allen Geschäftsanteilen der MDK Energy A/S (Dänemark) und der Muehlhan Industrial Services Ltd. (Großbritannien). Zuvor kaufte der Industrieverbund der BrandSafway-Gruppe aus den USA im August die 100%-Tochter Gerüstbau Muehlhan GmbH. Der Konzern konzentriert sich künftig auf die Bereiche Offshore-Windkraft, den Schiffsmarkt, sowie das Infrastrukturgeschäft.

## Aktionärsstruktur
Das Unternehmen war am 26. Oktober 2006 am unteren Ende der Bookbuildingspanne zu 5,80 Euro durch die Altaktionäre um die Familie Dr. Wulf-Dieter Greverath, Dr. Andreas Krueger und SGCE Investments I S.a.r.l. an die Börse gebracht worden. Das Grundkapital der Muehlhan AG ist seither in 19.500.000 Aktien eingeteilt. Mit Stand vom 31. Dezember 2017 verteilen sich die Anteilseigner wie folgt:
- 23,85 Prozent, Greverath Investment Verwaltungs- und Erhaltungs-GbR (GIVE GbR)
- 13,91 Prozent, GIVE Maritime and Industrial Services GmbH
- 10,77 Prozent, GIVE Capital GmbH
- 14,02 Prozent, Beteiligung der Verwaltungsorgane
- 0,77  Prozent, Selbstbeteiligung der Muehlhan AG
- 36,67 Prozent, Streubesitz

## Verweise